# Соляна вулиця (Київ)
Соля́на ву́лиця — вулиця в Шевченківському районі міста Києва, місцевість Татарка. Пролягає від Глибочицької вулиці до вулиці Князя Володимира Мономаха.

## Історія
Вулиця відома з 2-ї половини XIX століття під назвою вулиця Вовчий Яр (від назви місцевості Вовчий яр, через яку вона простягається). За переказами, тут ще на початку XX століття бачили вовків, тому місцевість не мала популярності серед мешканців Києва, сюди не прокладали шляхи, не було транспорту. 
У 1908 році місцеві мешканці звернулися до міської думи з проханням перейменувати вулицю. Було прийнято рішення назвати вулицю Саксонським провулком, адже за часів Французько-російської війни 1812 року тут розташовувалося поселення полонених саксонців корпусу генерала Реньє. У списках вулиць за 1915 рік згадується під назвою вулиця Саксонський Яр.
У 1915 році вулиця отримала сучасну назву (повторно затверджена у 1944 році), яка походить від здавна розташованих тут криниць із солоною водою (зокрема, про криницю Солонець є згадка від 1607 року). Криниці ліквідовані у 1-й чверті XX століття після прокладення водоводу.
У 1970–80-ті роки більшу частину старої забудови знесено, водночас ліквідовано старовинні провулки, що до неї прилучалися: Вишневий, Перехресний і Соляний. Внаслідок промислового будівництва і влаштування гаражного кооперативу утворилася перерва у проляганні Соляної вулиці.

## Зображення

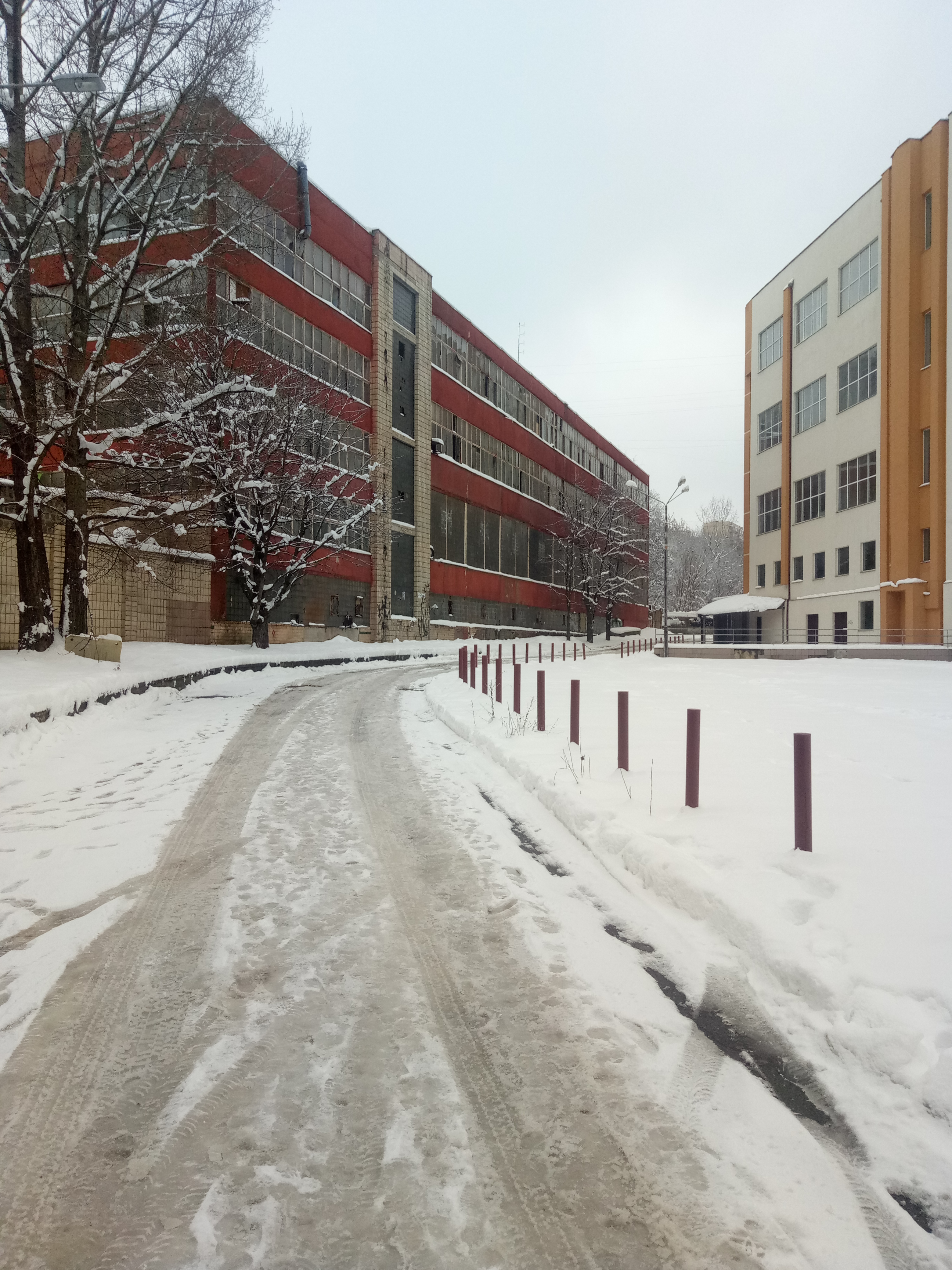
Соляна вулиця
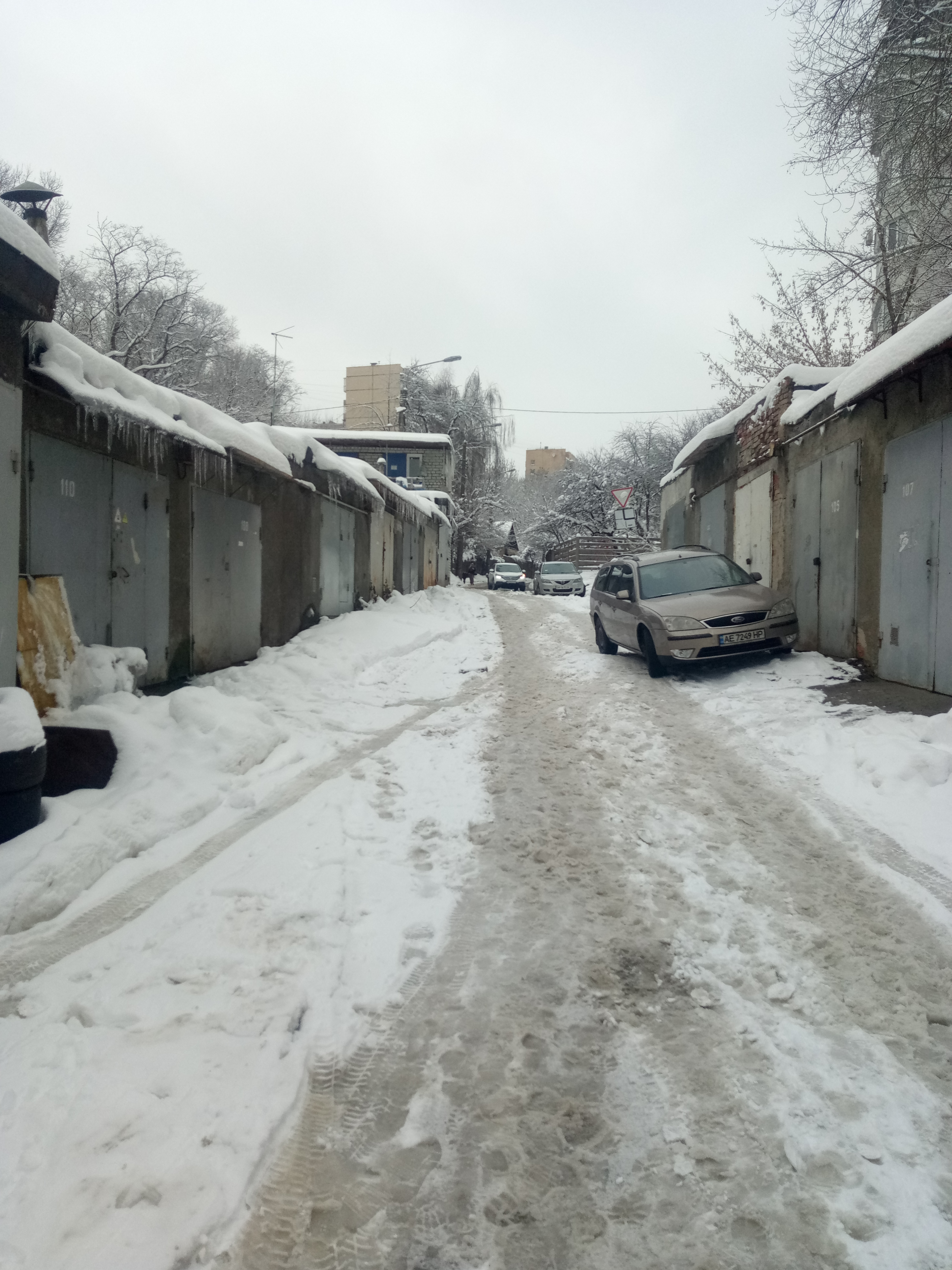